# OHL 2008/09
Die OHL-Saison 2008/09 war die 29. Spielzeit der Ontario Hockey League. Die reguläre Saison begann am 17. September 2008 und endete am 15. März 2009. Die Play-offs starteten am 18. März 2009 und endeten mit dem zweiten J.-Ross-Robertson-Cup-Gewinn der Windsor Spitfires am 8. Mai 2009, die sich im OHL-Finale gegen die Brampton Battalion durchsetzten.

## Reguläre Saison

### Abschlussplatzierungen
Abkürzungen: GP = Spiele, W = Siege, L = Niederlagen, OTL = Niederlage nach Overtime bzw. Shootout, GF = Erzielte Tore, GA = Gegentore, Pts = Punkte

Erläuterungen:       = Play-off-Qualifikation,       = Division-Sieger,       = Conference-Sieger,       = Hamilton-Spectator-Trophy-Gewinner

#### Eastern Conference
| East Division       | GP | W  | L  | OTL | GF  | GA  | Pts |
| ------------------- | -- | -- | -- | --- | --- | --- | --- |
| Belleville Bulls    | 68 | 47 | 17 | 4   | 258 | 176 | 98  |
| Ottawa 67’s         | 68 | 40 | 21 | 7   | 272 | 231 | 87  |
| Peterborough Petes  | 68 | 28 | 37 | 3   | 210 | 266 | 59  |
| Oshawa Generals     | 68 | 25 | 35 | 8   | 213 | 283 | 58  |
| Kingston Frontenacs | 68 | 18 | 40 | 10  | 200 | 278 | 46  |

| Central Division                 | GP | W  | L  | OTL | GF  | GA  | Pts |
| -------------------------------- | -- | -- | -- | --- | --- | --- | --- |
| Brampton Battalion               | 68 | 47 | 19 | 2   | 264 | 184 | 96  |
| Mississauga St. Michael’s Majors | 68 | 39 | 26 | 3   | 229 | 208 | 81  |
| Barrie Colts                     | 68 | 30 | 33 | 5   | 214 | 207 | 65  |
| Niagara IceDogs                  | 68 | 26 | 32 | 10  | 213 | 264 | 62  |
| Sudbury Wolves                   | 68 | 26 | 35 | 7   | 227 | 282 | 59  |

#### Western Conference
| Midwest Division  | GP | W  | L  | OTL | GF  | GA  | Pts |
| ----------------- | -- | -- | -- | --- | --- | --- | --- |
| London Knights    | 68 | 49 | 16 | 3   | 287 | 194 | 101 |
| Guelph Storm      | 68 | 35 | 26 | 7   | 226 | 209 | 77  |
| Erie Otters       | 68 | 34 | 29 | 5   | 231 | 239 | 73  |
| Owen Sound Attack | 68 | 26 | 27 | 15  | 226 | 258 | 67  |
| Kitchener Rangers | 68 | 26 | 37 | 5   | 208 | 254 | 57  |

| West Division               | GP | W  | L  | OTL | GF  | GA  | Pts |
| --------------------------- | -- | -- | -- | --- | --- | --- | --- |
| Windsor Spitfires           | 68 | 57 | 10 | 1   | 311 | 171 | 115 |
| Saginaw Spirit              | 68 | 36 | 24 | 8   | 235 | 219 | 80  |
| Plymouth Whalers            | 68 | 37 | 26 | 5   | 253 | 244 | 79  |
| Sarnia Sting                | 68 | 35 | 26 | 7   | 216 | 210 | 77  |
| Sault Ste. Marie Greyhounds | 68 | 19 | 45 | 4   | 172 | 290 | 42  |

### Beste Scorer
Abkürzungen: GP = Spiele, G = Tore, A = Assists, Pts = Punkte, PIM = Strafminuten; Fett: Saisonbestwert
| Spieler            | Team                                         | GP | G  | A  | Pts | PIM |
| ------------------ | -------------------------------------------- | -- | -- | -- | --- | --- |
| John Tavares       | Oshawa Generals London Knights               | 56 | 58 | 46 | 104 | 54  |
| Chris Terry        | Plymouth Whalers                             | 53 | 39 | 55 | 94  | 75  |
| Justin DiBenedetto | Sarnia Sting                                 | 62 | 45 | 48 | 93  | 85  |
| Cody Hodgson       | Brampton Battalion                           | 53 | 43 | 49 | 92  | 33  |
| Matt Caria         | Sault Ste. Marie Greyhounds Plymouth Whalers | 67 | 34 | 58 | 92  | 91  |
| Taylor Hall        | Windsor Spitfires                            | 63 | 38 | 52 | 90  | 60  |
| Ryan Ellis         | Windsor Spitfires                            | 57 | 22 | 67 | 89  | 57  |
| Eric Tangradi      | Belleville Bulls                             | 55 | 38 | 50 | 88  | 61  |
| Logan Couture      | Ottawa 67’s                                  | 62 | 39 | 48 | 87  | 46  |
| Chris MacKinnon    | London Knights Kitchener Rangers             | 67 | 26 | 59 | 85  | 56  |

### Beste Torhüter
Abkürzungen: GP = Spiele, TOI = Eiszeit (in Minuten), W = Siege, L = Niederlagen, OTL = Overtime/Shootout-Niederlagen, GA = Gegentore, SO = Shutouts, Sv% = gehaltene Schüsse (in %), GAA = Gegentorschnitt
| Spieler         | Team                              | GP | TOI  | W  | L  | OTL | GA  | SO | Sv%  | GAA  |
| --------------- | --------------------------------- | -- | ---- | -- | -- | --- | --- | -- | ---- | ---- |
| Mike Murphy     | Belleville Bulls                  | 54 | 3169 | 40 | 9  | 4   | 110 | 5  | 94,1 | 2,08 |
| Thomas McCollum | Guelph Storm Brampton Battalion   | 54 | 3192 | 34 | 16 | 4   | 112 | 7  | 92,7 | 2,11 |
| Trevor Cann     | Peterborough Petes London Knights | 52 | 3027 | 35 | 15 | 1   | 132 | 6  | 91,9 | 2,62 |
| Andrew Engelage | Windsor Spitfires                 | 54 | 3086 | 46 | 4  | 1   | 121 | 5  | 91,4 | 2,35 |
| Dan Spence      | Sarnia Sting                      | 54 | 3151 | 29 | 19 | 6   | 146 | 2  | 91,4 | 2,78 |

## Play-offs

### Play-off-Baum
|  | Conference-Viertelfinale | Conference-Viertelfinale         | Conference-Viertelfinale |                                  |                    | Conference-Halbfinale | Conference-Halbfinale | Conference-Halbfinale |  |  | Conference-Finale | Conference-Finale | Conference-Finale |  |  | OHL-Meisterschaft | OHL-Meisterschaft | OHL-Meisterschaft |
|  |                          |                                  |                          |                                  |                    |                       |                       |                       |  |  |                   |                   |                   |  |  |                   |                   |                   |
|  | 1                        | Belleville Bulls                 | 4                        |                                  |                    |                       |                       |                       |  |  |                   |                   |                   |  |  |                   |                   |                   |
|  | 8                        | Sudbury Wolves                   | 2                        |                                  |                    |                       |                       |                       |  |  |                   |                   |                   |  |  |                   |                   |                   |
|  | 8                        | Sudbury Wolves                   | 2                        | 1                                | Belleville Bulls   | 4                     |                       |                       |  |  |                   |                   |                   |  |  |                   |                   |                   |
|  |                          |                                  |                          | 1                                | Belleville Bulls   | 4                     |                       |                       |  |  |                   |                   |                   |  |  |                   |                   |                   |
|  |                          |                                  | 6                        | Niagara IceDogs                  | 1                  |                       |                       |                       |  |  |                   |                   |                   |  |  |                   |                   |                   |
|  | 3                        | Ottawa 67’s                      | 6                        | Niagara IceDogs                  | 1                  | 3                     |                       |                       |  |  |                   |                   |                   |  |  |                   |                   |                   |
|  | 3                        | Ottawa 67’s                      |                          |                                  |                    | 3                     |                       |                       |  |  |                   |                   |                   |  |  |                   |                   |                   |
|  | 6                        | Niagara IceDogs                  | 4                        |                                  |                    |                       |                       |                       |  |  |                   |                   |                   |  |  |                   |                   |                   |
|  | 6                        | Niagara IceDogs                  | 4                        | 1                                | Belleville Bulls   | 2                     |                       |                       |  |  |                   |                   |                   |  |  |                   |                   |                   |
|  |                          |                                  |                          | 1                                | Belleville Bulls   | 2                     | Eastern Conference    |                       |  |  |                   |                   |                   |  |  |                   |                   |                   |
|  |                          | 2                                | Brampton Battalion       | 4                                |                    |                       |                       |                       |  |  |                   |                   |                   |  |  |                   |                   |                   |
|  | 2                        | 2                                | Brampton Battalion       | 4                                | Brampton Battalion | 4                     |                       |                       |  |  |                   |                   |                   |  |  |                   |                   |                   |
|  | 2                        |                                  |                          |                                  | Brampton Battalion | 4                     |                       |                       |  |  |                   |                   |                   |  |  |                   |                   |                   |
|  | 7                        | Peterborough Petes               | 0                        |                                  |                    |                       |                       |                       |  |  |                   |                   |                   |  |  |                   |                   |                   |
|  | 7                        | Peterborough Petes               | 0                        | 2                                | Brampton Battalion | 4                     |                       |                       |  |  |                   |                   |                   |  |  |                   |                   |                   |
|  |                          |                                  |                          | 2                                | Brampton Battalion | 4                     |                       |                       |  |  |                   |                   |                   |  |  |                   |                   |                   |
|  |                          |                                  | 4                        | Mississauga St. Michael’s Majors | 2                  |                       |                       |                       |  |  |                   |                   |                   |  |  |                   |                   |                   |
|  | 4                        | Mississauga St. Michael’s Majors | 4                        | Mississauga St. Michael’s Majors | 2                  | 4                     |                       |                       |  |  |                   |                   |                   |  |  |                   |                   |                   |
|  | 4                        | Mississauga St. Michael’s Majors |                          |                                  |                    |                       |                       |                       |  |  |                   |                   |                   |  |  |                   |                   |                   |
|  | 5                        | Barrie Colts                     | 1                        |                                  |                    |                       |                       |                       |  |  |                   |                   |                   |  |  |                   |                   |                   |
|  | 5                        | Barrie Colts                     | 1                        | E2                               | Brampton Battalion | 1                     |                       |                       |  |  |                   |                   |                   |  |  |                   |                   |                   |
|  |                          |                                  |                          |                                  |                    |                       |                       |                       |  |  |                   |                   |                   |  |  |                   |                   |                   |
|  |                          | W1                               | Windsor Spitfires        | 4                                |                    |                       |                       |                       |  |  |                   |                   |                   |  |  |                   |                   |                   |
|  | 1                        | W1                               | Windsor Spitfires        | 4                                | Windsor Spitfires  | 4                     |                       |                       |  |  |                   |                   |                   |  |  |                   |                   |                   |
|  | 1                        |                                  |                          |                                  | Windsor Spitfires  | 4                     |                       |                       |  |  |                   |                   |                   |  |  |                   |                   |                   |
|  | 8                        | Owen Sound Attack                | 0                        |                                  |                    |                       |                       |                       |  |  |                   |                   |                   |  |  |                   |                   |                   |
|  | 8                        | Owen Sound Attack                | 0                        | 1                                | Windsor Spitfires  | 4                     |                       |                       |  |  |                   |                   |                   |  |  |                   |                   |                   |
|  |                          |                                  |                          | 1                                | Windsor Spitfires  | 4                     |                       |                       |  |  |                   |                   |                   |  |  |                   |                   |                   |
|  |                          |                                  | 4                        | Plymouth Whalers                 | 2                  |                       |                       |                       |  |  |                   |                   |                   |  |  |                   |                   |                   |
|  | 4                        | Plymouth Whalers                 | 4                        | Plymouth Whalers                 | 2                  | 4                     |                       |                       |  |  |                   |                   |                   |  |  |                   |                   |                   |
|  | 4                        | Plymouth Whalers                 |                          |                                  |                    | 4                     |                       |                       |  |  |                   |                   |                   |  |  |                   |                   |                   |
|  | 5                        | Sarnia Sting                     | 1                        |                                  |                    |                       |                       |                       |  |  |                   |                   |                   |  |  |                   |                   |                   |
|  | 5                        | Sarnia Sting                     | 1                        | 1                                | Windsor Spitfires  | 4                     |                       |                       |  |  |                   |                   |                   |  |  |                   |                   |                   |
|  |                          |                                  |                          | 1                                | Windsor Spitfires  | 4                     | Western Conference    |                       |  |  |                   |                   |                   |  |  |                   |                   |                   |
|  |                          | 2                                | London Knights           | 1                                |                    |                       |                       |                       |  |  |                   |                   |                   |  |  |                   |                   |                   |
|  | 2                        | 2                                | London Knights           | 1                                | London Knights     | 4                     |                       |                       |  |  |                   |                   |                   |  |  |                   |                   |                   |
|  | 2                        |                                  |                          |                                  |                    |                       |                       |                       |  |  |                   |                   |                   |  |  |                   |                   |                   |
|  | 7                        | Erie Otters                      | 1                        |                                  |                    |                       |                       |                       |  |  |                   |                   |                   |  |  |                   |                   |                   |
|  | 7                        | Erie Otters                      | 1                        | 2                                | London Knights     | 4                     |                       |                       |  |  |                   |                   |                   |  |  |                   |                   |                   |
|  |                          |                                  |                          | 2                                | London Knights     | 4                     |                       |                       |  |  |                   |                   |                   |  |  |                   |                   |                   |
|  |                          |                                  | 3                        | Saginaw Spirit                   | 0                  |                       |                       |                       |  |  |                   |                   |                   |  |  |                   |                   |                   |
|  | 3                        | Saginaw Spirit                   | 3                        | Saginaw Spirit                   | 0                  | 4                     |                       |                       |  |  |                   |                   |                   |  |  |                   |                   |                   |
|  | 3                        | Saginaw Spirit                   |                          |                                  |                    |                       |                       |                       |  |  |                   |                   |                   |  |  |                   |                   |                   |
|  | 6                        | Guelph Storm                     | 0                        |                                  |                    |                       |                       |                       |  |  |                   |                   |                   |  |  |                   |                   |                   |

### J.-Ross-Robertson-Cup-Sieger
| J.-Ross-Robertson-Cup-Sieger Windsor Spitfires | Torhüter: Andrew Engelage, Josh Unice Verteidiger: Jesse Blacker, Mark Cundari, Ryan Ellis, Rob Kwiet, Ben Shutron, Ron Soucie, Adam Wallace, Harry Young Angreifer: Ben Dubois, Richard Greenop, Taylor Hall, Adam Henrique, Andrei Loktionow, Lane MacDermid, Dale Mitchell, Greg Nemisz, Conor O’Donnell, Justin Shugg, Scott Timmins, Austin Watson, Eric Wellwood Cheftrainer: Bob Boughner General Manager: Warren Rychel |

### Beste Scorer
Abkürzungen: GP = Spiele, G = Tore, A = Assists, Pts = Punkte, PIM = Strafminuten; Fett: Saisonbestwert
| Spieler           | Team               | GP | G  | A  | Pts | PIM |
| ----------------- | ------------------ | -- | -- | -- | --- | --- |
| Taylor Hall       | Windsor Spitfires  | 20 | 16 | 20 | 36  | 10  |
| Andrei Loktionow  | Windsor Spitfires  | 20 | 11 | 22 | 33  | 2   |
| Cody Hodgson      | Brampton Battalion | 21 | 11 | 20 | 31  | 18  |
| Ryan Ellis        | Windsor Spitfires  | 20 | 8  | 23 | 31  | 20  |
| Dale Mitchell     | Windsor Spitfires  | 20 | 14 | 15 | 29  | 24  |
| Matt Duchene      | Brampton Battalion | 21 | 14 | 12 | 26  | 21  |
| Jewgeni Gratschow | Brampton Battalion | 19 | 11 | 14 | 25  | 4   |
| John Carlson      | London Knights     | 14 | 7  | 15 | 22  | 16  |
| John Tavares      | London Knights     | 14 | 10 | 11 | 21  | 8   |
| Eric Wellwood     | Windsor Spitfires  | 20 | 10 | 11 | 21  | 12  |
| Nazem Kadri       | London Knights     | 14 | 9  | 12 | 21  | 22  |
| Eric Tangradi     | Belleville Bulls   | 16 | 8  | 13 | 21  | 12  |

### Beste Torhüter
Abkürzungen: GP = Spiele, TOI = Eiszeit (in Minuten), W = Siege, L = Niederlagen, OTL = Overtime/Shootout-Niederlagen, GA = Gegentore, SO = Shutouts, Sv% = gehaltene Schüsse (in %), GAA = Gegentorschnitt
| Spieler         | Team                             | GP | TOI  | W  | L | GA | SO | Sv%  | GAA  |
| --------------- | -------------------------------- | -- | ---- | -- | - | -- | -- | ---- | ---- |
| Andrew Loverock | Sudbury Wolves                   | 6  | 360  | 2  | 4 | 16 | 0  | 92,9 | 2,67 |
| J. P. Anderson  | Mississauga St. Michael’s Majors | 11 | 697  | 6  | 4 | 29 | 0  | 92,8 | 2,50 |
| Mike Murphy     | Belleville Bulls                 | 17 | 1007 | 10 | 6 | 45 | 0  | 91,2 | 2,68 |
| Trevor Cann     | London Knights                   | 13 | 805  | 9  | 1 | 38 | 0  | 91,2 | 2,83 |
| Thomas McCollum | Brampton Battalion               | 16 | 1007 | 11 | 2 | 44 | 1  | 89,9 | 2,62 |

## Auszeichnungen

### All-Star-Teams
| First All-Star-Team |                                            |
| Angriff:            | Taylor Hall – Cody Hodgson – Bryan Cameron |
| Verteidigung:       | P. K. Subban – Ryan Ellis                  |
| Tor:                | Mike Murphy                                |
| Trainer:            | Bob Boughner                               |

| Second All-Star-Team |                                                 |
| Angriff:             | Justin DiBenedetto – John Tavares – Greg Nemisz |
| Verteidigung:        | Cameron Gaunce – John Carlson                   |
| Tor:                 | Thomas McCollum                                 |
| Trainer:             | George Burnett                                  |

| Third All-Star-Team |                                                |
| Angriff:            | Jewgeni Gratschow – Chris Terry – Matt Kennedy |
| Verteidigung:       | Michael Del Zotto – Alex Pietrangelo           |
| Tor:                | Eddie Pasquale                                 |
| Trainer:            | Mike Vellucci                                  |

### All-Rookie-Teams
| First All-Rookie-Team |                                                  |
| Angriff:              | Jewgeni Gratschow – Tyler Seguin – Tyler Toffoli |
| Verteidigung:         | John Carlson – Calvin de Haan                    |
| Tor:                  | J. P. Anderson                                   |

| Second All-Rookie-Team |                                                |
| Angriff:               | Darren Archibald – Ryan Spooner – Jason Akeson |
| Verteidigung:          | Erik Gudbranson – Ryan O’Connor                |
| Tor:                   | Scott Stajcer                                  |

### Vergebene Trophäen
| Auszeichnung                   | Auszeichnung              | Team                              |
| ------------------------------ | ------------------------- | --------------------------------- |
| J. Ross Robertson Cup          | J. Ross Robertson Cup     | Windsor Spitfires                 |
| Hamilton Spectator Trophy      | Hamilton Spectator Trophy | Windsor Spitfires                 |
| Bobby Orr Trophy               | Bobby Orr Trophy          | Brampton Battalion                |
| Wayne Gretzky Trophy           | Wayne Gretzky Trophy      | Windsor Spitfires                 |
| Emms Trophy                    | Emms Trophy               | Brampton Battalion                |
| Leyden Trophy                  | Leyden Trophy             | Belleville Bulls                  |
| Holody Trophy                  | Holody Trophy             | London Knights                    |
| Bumbacco Trophy                | Bumbacco Trophy           | Windsor Spitfires                 |
| Auszeichnung                   | Spieler                   | Team                              |
| Red Tilson Trophy              | Cody Hodgson              | Brampton Battalion                |
| Eddie Powers Memorial Trophy   | John Tavares              | London Knights                    |
| Matt Leyden Trophy             | Bob Boughner              | Windsor Spitfires                 |
| Jim Mahon Memorial Trophy      | Bryan Cameron             | Belleville Bulls                  |
| Max Kaminsky Trophy            | Ryan Ellis                | Windsor Spitfires                 |
| OHL Goaltender of the Year     | Mike Murphy               | Belleville Bulls                  |
| Jack Ferguson Award            | Dan Catenacci             | Sault Ste. Marie Greyhounds       |
| Dave Pinkney Trophy            | Mike Murphy               | Belleville Bulls                  |
| OHL Executive of the Year      | Warren Rychel             | Windsor Spitfires                 |
| Emms Family Award              | Jewgeni Gratschow         | Brampton Battalion                |
| F. W. „Dinty“ Moore Trophy     | J. P. Anderson            | Mississauga St. Michael’s Majors  |
| Dan Snyder Memorial Trophy     | Chris Terry               | Plymouth Whalers                  |
| William Hanley Trophy          | Cody Hodgson              | Brampton Battalion                |
| Leo Lalonde Memorial Trophy    | Justin DiBenedetto        | Sarnia Sting                      |
| Bobby Smith Trophy             | Matt Duchene              | Brampton Battalion                |
| Roger Neilson Memorial Award   | Tim Priamo                | Guelph Storm                      |
| Ivan Tennant Memorial Award    | Freddie Hamilton          | Niagara IceDogs                   |
| Mickey Renaud Captain’s Trophy | Chris Terry               | Plymouth Whalers                  |
| Wayne Gretzky 99 Award         | Adam Henrique             | Windsor Spitfires                 |
| Bill Long Award                | Bert O’Brien Sam Sisco    | Ottawa 67’s Ontario Hockey League |